# Mio Mao
Pour les articles homonymes, voir Mio et Mao.
Mio Mao est une série télévisée italienne pour enfants utilisant l'animation de pâte à modeler claymotion en 98 épisodes de 5 minutes écrite et réalisée par Francesco Misseri, et diffusée en 1974 et en 2006.
Au Québec, elle est diffusée notamment en septembre 1976 dans Bobino à la Télévision de Radio-Canada, et en France à partir du 16 avril 1979 sur Antenne 2 dans l'émission Récré A2 puis en 1993 sur Canal J et depuis le 24 décembre 1998 sur France 3 dans l’émission Génération Albator, puis rediffusée sur TiJi.
Mio Mao est le pendant d'une autre émission des mêmes créateurs : Quaq quao.

## Synopsis
Les héros sont deux chats en pâte à modeler : Mio, le chat blanc, miaule « Mio », et Mao, le chat rouge, miaule « Mao ».

## Thème musical
Les chats miaulent leur nom chacun leur tour deux fois. Puis ensemble, ils chantent « lala-lala-la ». Cet enchaînement constitue le générique de la série et la bande-son de tous les épisodes. Ce thème a été composé par Piero Barbetti.

## Déroulement d'un épisode
Le déroulement de tous les épisodes est invariable. 
À la fin du générique, les chats sautent du buisson sur lequel est inscrit le nom de la série, se transforment en boules et se reforment dans un décor de jardin, lui aussi en pâte à modeler, posé sur un fond blanc.
Dans le jardin, ils rencontrent un animal ou un objet qui dans un premier temps les effraie, puis ils découvrent ce dont il s'agit et s'en amusent.

## Réalisation
Comme tout film d'animation utilisant la pâte à modeler, Mio Mao utilise la technique de l'animation en volume (stop motion) : la pâte à modeler est manipulée entre deux prises photographiques, puis les plans sont montés ensemble pour donner une impression plus ou moins grande de fluidité.